# Georgia Army National Guard
La Georgia Army National Guard è una componente della Riserva militare della Georgia National Guard, inquadrata sotto la U.S. National Guard. Il suo quartier generale è situato presso la città di Marietta.

## Organizzazione
Dal 2024, sono attivi i seguenti reparti :

### Joint Forces Headquarters
- JFHQ, Army element

### 48th Infantry Brigade Combat Team
Sotto il controllo operativo della 3rd Infantry Division
- Headquarters & Headquarters Company - Macon
- 1st Battalion, 121st Infantry Regiment
  -  Headquarters & Headquarters Company - Winder
  -  Company A - Lawrenceville
  -  Company B - Covington
  -  Company C - Gainesville
  -  Company D (Weapons) - Milledgeville
- 2nd Battalion, 121st Infantry Regiment
  -  Headquarters & Headquarters Company - Forsyth
  -  Company A - Griffin
  -  Company B - Newnan
  -  Company C - Cordele
  -  Company D (Weapons) - Valdosta
- 3rd Battalion, 121st Infantry Regiment
  -  Headquarters & Headquarters Company - Cumming
  -  Company A - Cumming
  -  Company B - Atlanta
  -  Company C - Atlanta
  -  Company D (Weapons) - Atlanta
- 1st Squadron, 108th Cavalry Regiment
  -  Headquarters & Headquarters Troop - Calhoun
  -  Troop A - Cedartown
  -  Troop B - Canton
  -  Troop C - Dalton
- 1st Battalion, 118th Field Artillery Regiment
  -  Headquarters & Headquarters Battery (-) - Savannah
    - Detachment 1 - Macon
    - Detachment 2 - Winder
    - Detachment 3 - Forsyth
    - Detachment 4 - Cumming
    - Detachment 5 - Calhoun

  -  Battery A - Springfield
  -  Battery B - Brunswick
  -  Battery C - Savannah
- 177th Brigade Engineer Battalion
  -  Headquarters & Headquarters Company - Statesboro
  -  Company A - Glennville
  -  Company B - Douglas
  -  Company C (Signal) - Macon
  -  Company D (-) (Military Intelligence) - Fort Gillem
    - Detachment 1 (TUAS) - Hunter AAF
- 148th Brigade Support Battalion
  -  Headquarters & Headquarters Company - Macon
  -  Company A (DISTRO) - Dublin
  -  Company B (Maint) - Jackson
  -  Company C (MED) - Macon
  -  Company D (Forward Support) (Aggregata al 1st Squadron, 108th Cavalry Regiment) - Calhoun
  -  Company E (Forward Support) (Aggregata al 177th Brigade Engineer Battalion) - Metter
  -  Company F (Forward Support) (Aggregata al 1st Battalion, 118th Field Artillery Regiment) - Savannah
  -  Company G (Forward Support) (Aggregata al 1st Battalion, 121st Infantry Regiment) - Winder
  -  Company H (Forward Support) (Aggregata al 2nd Battalion, 121st Infantry Regiment) - MCLB
  -  Company I (Forward Support) (Aggregata al 3rd Battalion, 121st Infantry Regiment) - Cumming

### 78th Aviation Troop Command
- Headquarters & Headquarters Company - Clay NGC
- Army Aviation Support Facility #1 - Winder Barrow Airport, Winder
- Army Aviation Support Facility #2 - Clay National Guard Center
- Army Aviation Support Facility #3 - Hunter AAF
- 1st Battalion 171st Aviation Regiment (General Support) - Sotto il controllo operativo della 185th Aviation Brigade, Mississippi Army National Guard
  -  Headquarters & Headquarters Company (-) - Clay NGC
  -  Company A (CAC) - Clay NGC - Equipaggiato con 8 UH-60L 
  - Company B - Iowa Army National Guard
  - Company C - New York Army National Guard
  -  Company D (-) (AVUM)
  -  Company E (-) (Forward Support)
  - Company F (ATS) - Louisiana Army National Guard
- Company C (-), 2nd Battalion, 151st Aviation Regiment (Security & Support) - Clay NGC - Equipaggiato con 4 UH-72A
- Detachment 1, Company C (-), 1st Battalion, 111th Aviation Regiment (General Support) - Clay NGC - Equipaggiato con 4 HH-60M 
  - Detachment 3, Company D (-), 1st Battalion, 111th Aviation Regiment (General Support)
  - Detachment 3, Company E (-), 1st Battalion, 111th Aviation Regiment (General Support)
- Company C, 1st Battalion, 106th Aviation Regiment (Assault Helicopter) - Winder - Equipaggiato con 10 UH-60L 
  - Detachment 1, HHC, 1st Battalion, 106th Aviation Regiment (Assault Helicopter)
  - Detachment 1, Company D, 1st Battalion, 106th Aviation Regiment (Assault Helicopter)
  - Detachment 1, Company E, 1st Battalion, 106th Aviation Regiment (Assault Helicopter)
- Detachment 1, Company B, 1st Battalion, 169th Aviation Regiment (General Support) - Hunter AAF - Equipaggiato con 6 CH-47F 
  - Detachment 2, HHC, 1st Battalion, 169th Aviation Regiment (General Support)
  - Detachment 2, Company D, 1st Battalion, 169th Aviation Regiment (General Support)
  - Detachment 2, Company E, 1st Battalion, 169th Aviation Regiment (General Support)
- Detachment 2, Company B (AVIM), 935th Aviation Support Battalion - Hunter AAF
- Company B (-), 2nd Battalion, 245th Aviation Regiment (Fixed Wings) - Equipaggiata con 1 C-26E
- Detachment 9, Operational Support Airlift Command

### 78th Troop Command
- Headquarters & Headquarters Company - Clay NGC
- 124th Mobile Public Affairs Detachment - Clay NGC
- 161st Military History Detachment - Clay NGC
- 1078th Trial Defense Team - Clay NGC
- 139th Chaplain Detachment - Clay NGC
- 116th Army Band - Clay NGC
- 93rd Finance Management Support Unit - Clay NGC
- 1732nd FTDT - Clay NGC
- 175th Quartermaster Detachment (DPO) - Clay NGC
- 122nd Tactical Support Detachment - Clay NGC
- 277th Maintenance Company - Kennesaw
- Detachment 1, HHC, 116th Military Intelligence Brigade (Aerial Intelligence) - Fort Gordon
- Medical Detachment (-) - Clay NGC
  - Detachment 1, Medical Detachment - Fort Stewart
  - Detachment 2, Medical Detachment - Macon
- 221st Expeditionary Military Intelligence Battalion
  -  Headquarters & Headquarters Company - Fort Gillem
  -  Company A - Fort Gillem
  -  Company B - Fort Gillem
- 110th Combat Sustainment Support Battalion
  -  Headquarters & Headquarters Company - Thomasville
  -  82nd Maintenance Company - Columbus
  -  1230th Transportation Company (Medium Truck Cargo) - Thomasville
  -  165th Quartermaster Company (Aerial Delivery Support) - Dobbins JARB
    - 406th Rigger Support Team - Dobbins JARB

  -  1148th Transportation Company (Medium Truck Cargo) - Fort Gordon

### 648th Maneuver Enhancement Brigade
- Headquarters & Headquarters Company - Fort Benning
- 420th Signal Network Company - Cumming
- 1st Battalion, 214th Field Artillery Regiment (PALADIN), sotto il controllo operativo della 130th Field Artillery Brigade, Kansas Army National Guard
  -  Headquarters & Headquarters Battery - Elberton
  -  Battery A - Hartwell
  -  Battery B - Thomson
  -  Battery C - Ellenwood
  -  1214th Forward Support Company -Washington
- 878th Engineer Battalion
  -  Headquarters & Headquarters Company - Augusta
  -  Company A (Forward Support) - Augusta
  -  177th Engineer Support Company (Topographic) - Charlie Brown Airport
  -  848th Engineer Company (Sapper) - Douglasville
  - 863rd Engineer Utilities Detachment (Construction) - Toccoa
  - 874th Engineer Utilities Detachment (Construction) - Toccoa
  -  876th Engineer Support Company - Columbus
  -  877th Engineer Company (Horizontal Construction) - Augusta
- 3rd Infantry Division Main Command Post Operational - Fort Stewart
- 1st Battalion, 54th Security Force Assistance Brigade - Fort Benning
  - Headquarters & Headquarters Company
  - Company A (Infantry)
  - Company B (Infantry)
  - Company C (Infantry)

### 201st Regional Support Group
- Headquarters & Headquarters Company - Clay NGC
- 4th Civil Support Team - Dobbins JARB
- 265th Chemical Battalion - Marietta
  - Headquarters & Headquarters Detachment - Marietta
  -  138th Chemical Company - Clay NGC
  - 870th Engineer Team (Explosive Hazardous Coordination Cell) - Clay NGC
- 170th Military Police Battalion
  - Headquarters & Headquarters Detachment - Decatur
  -  178th Military Police Company - Monroe
  -  179th Military Police Company - Fort Stewart
- 202nd Explosive Ordinance Detachment - Dobbins JARB
- 810th Engineer Company (Sapper) - Swainsboro
- 1160th Transportation Company (Medium Truck, PLS) - Rome
- 1177th Transportation Company (Medium Truck, Cargo) - Lagrange
- 168th Medical Group - Savannah
- 165th FSRT - Savannah